# Henri Ier de Champagne
Pour les articles homonymes, voir Henri Ier.
Henri Ier de Champagne dit le Libéral ou le Large, né en décembre 1127 à Vitry et mort le 16 mars 1181 à Troyes, est comte de Champagne et de Brie de 1152 à sa mort en 1181. Il est le fils aîné du comte Thibaud II le Grand et de Mathilde de Carinthie.

## Biographie

### Période d'apprentissage

#### Enfance
Né en 1127 au château de Vitry, il est le fils aîné du comte Thibaud II le Grand et de Mathilde de Carinthie.
Il est mentionné pour la première fois dans une charte de 1132, réalisée par son père et le prieuré de Sainte-Foy de Coulommiers. Il semble accompagner très jeune ses parents dans leur charge comtale. Ainsi, à partir de 1134, son père l'associe au pouvoir et il commence à donner son consentement sur les chartes en signant d'une croix. Il signe de son sceau pour la première fois dans une charte de 1145. La même année, il réalisera sa première charte.
Au cours de sa jeunesse, Henri a notamment côtoyé Bernard de Clairvaux, un ami proche de son père, et probablement son oncle Étienne de Blois qui fut roi d'Angleterre de 1135 à 1154.

#### Fiançailles
En 1143, son père, craignant une guerre avec le roi de France Louis VII le Jeune, cherche de nouveaux alliés. À cet effet, il négocie avec Thierry d'Alsace, comte de Flandre, les fiançailles entre sa fille Laurette et Henri, ainsi que celles entre une sœur d'Henri avec Yves de Nesle, comte de Soissons. Toutefois, aucun de ces mariages n'eut lieu, peut-être pour cause de parenté, conformément à ce que défend le roi, ou alors selon une condition de paix entre le roi et le comte qui eût été la renonciation à ces alliances.

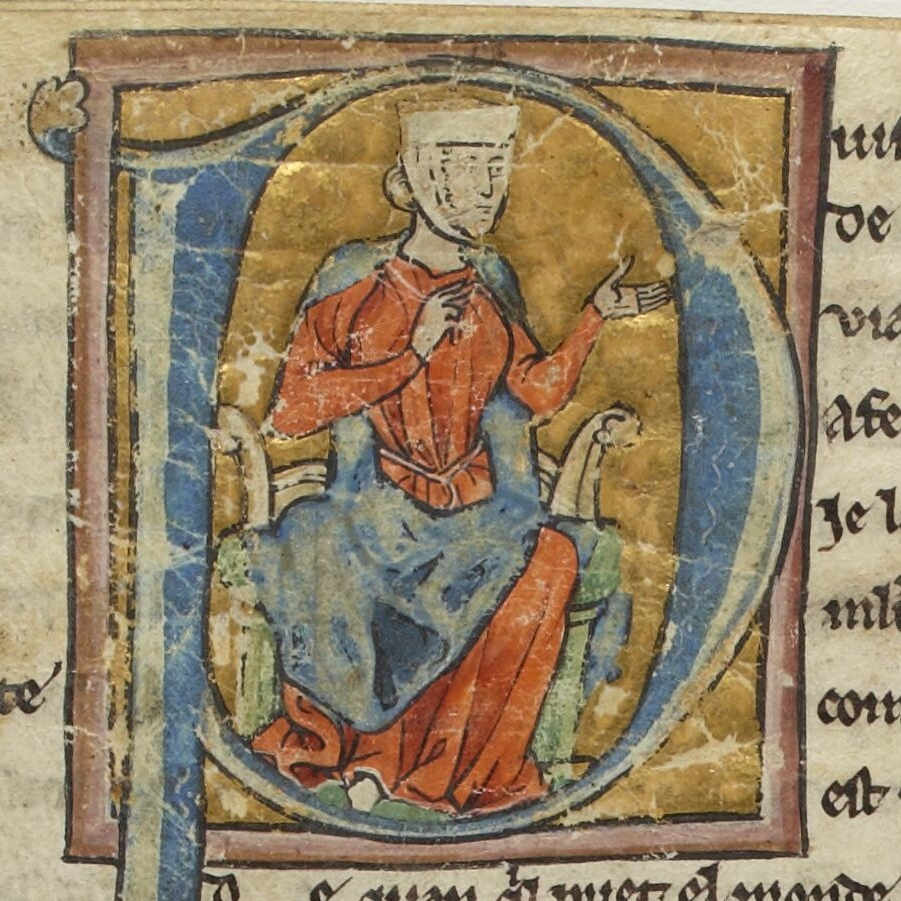
Marie de France.

Un autre projet se forme toutefois rapidement et qui semble encore plus profitable pour le jeune prince. Depuis la signature du traité de Vitry, la paix était revenue entre Thibaud et Louis VII, et le jeune Henri fut alors fiancé à Marie de France, fille du roi et d'Aliénor d'Aquitaine. Le couple royal n'ayant encore pas d'enfant mâle, Marie est donc héritière présomptive de la Guyenne et du Poitou, et est par conséquent un parti fort recherché.
Louis VII avait d'abord voulu fiancer sa fille à Henri Plantagenêt, futur roi d'Angleterre, fils de Geoffroy V d'Anjou, comte d'Anjou et du Maine, et de Mathilde d'Angleterre, comtesse d'Anjou, duchesse de Normandie. Mais Bernard de Clairvaux s'opposa à ce projet pour cause de consanguinité entre les deux partis et Louis VII abandonna donc cette idée.
Marie fut alors fiancée à Henri. Toutefois, compte tenu de l'âge de la jeune fille, le mariage eut lieu beaucoup plus tard. La date exacte de ces nouvelles fiançailles n'est pas connue, mais est probablement antérieure de peu au départ d'Henri pour la Terre Sainte, soit vers 1147.

#### Départ en Terre Sainte

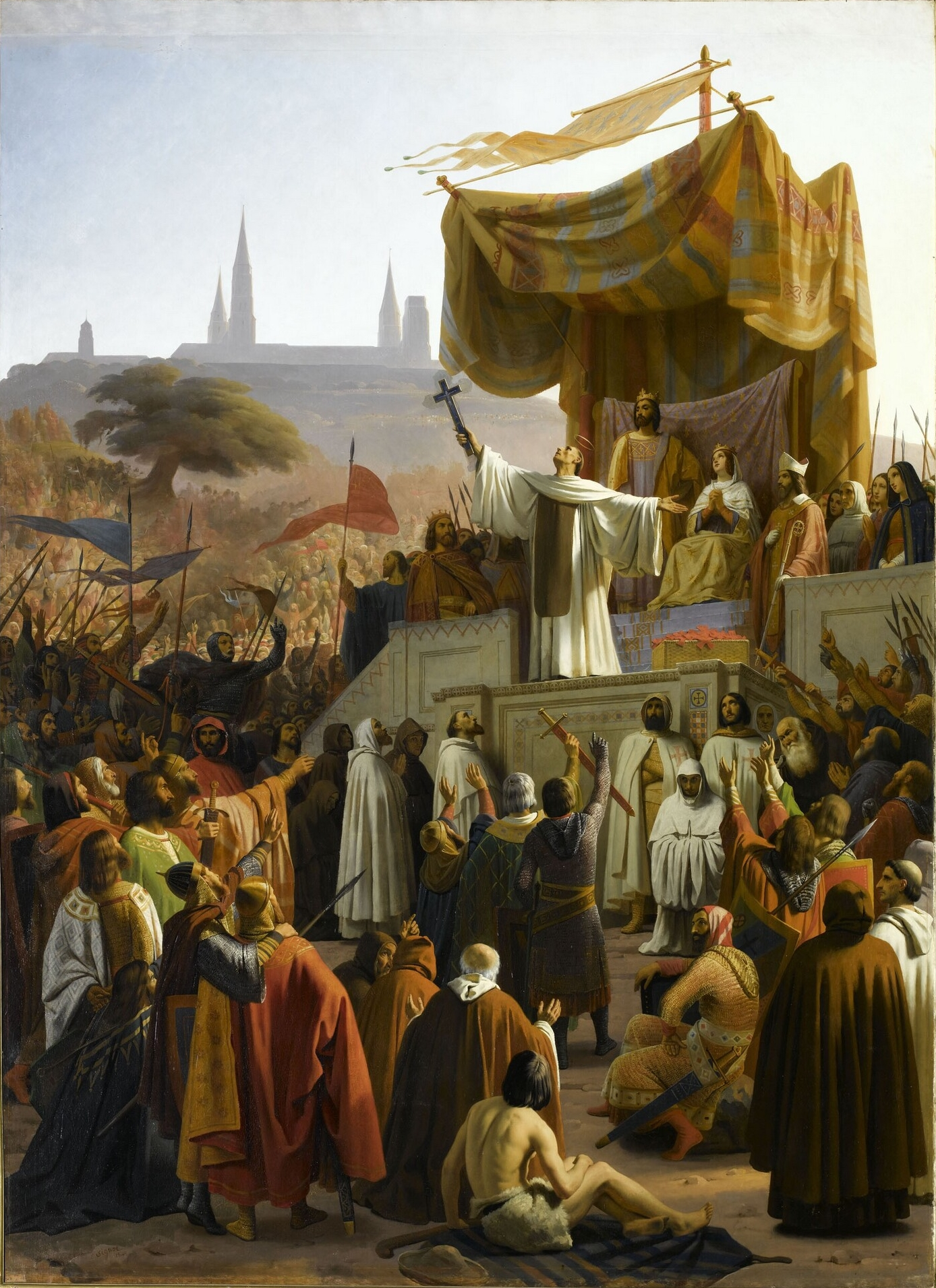
Émile Signol, Saint Bernard prêche la deuxième croisade, 1840, Versailles, musée de l'Histoire de France.

À la suite de la chute d'Édesse en 1144, le pape Eugène III, ancien moine à Clairvaux et disciple de saint Bernard, lance en décembre 1145 la deuxième croisade. Bernard prêche cette croisade le 31 mars 1146, jour de Pâques, à Vézelay, en présence du roi Louis VII le Jeune et de la reine Aliénor d'Aquitaine.
À l'instar de son roi et de sa reine, ainsi que de nombreux autres nobles ou évêques, le jeune Henri décide de prendre la croix. Henri, qui n'avait pas encore été adoubé, part avec une lettre de saint Bernard adressée à l'empereur byzantin Manuel Ier Comnène lui demandant de bien vouloir armer chevalier le jeune prince, ce qu'acceptera de faire le basileus à Constantinople.
L'ensemble des croisés français se retrouve à Metz, lieu de départ de la croisade, en juin 1147, et prend la voie terrestre à travers le diocèse de Trèves en Allemagne.

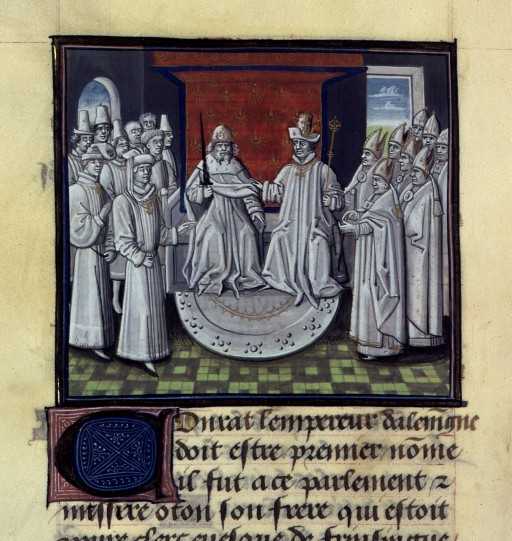
Concile d'Acre.
Guillaume de Tyr, Historia (BNF, Mss.Fr.68, folio 251).

Sur la route d'Édesse, Henri fait partie des survivants de la défaite subie à la bataille du défilé de Pisidie le 9 janvier 1148. Les croisés sont ensuite harcelés par les Turcs seldjoukides, mais Henri s'illustre particulièrement à la bataille des bords du Méandre.
Henri accompagne ensuite le roi Louis VII à Antioche le 19 mars 1148 puis à Jérusalem. Le 24 juin 1148, il est au concile d'Acre afin de définir la meilleure cible pour la croisade. Il participe ensuite au siège de Damas le 24 juillet 1148 qui est une défaite majeure des croisés et qui mène au démantèlement de la croisade. Néanmoins, Henri s'y couvre de gloire et y gagne l'estime de son roi.
À la demande de son père et par l'intermédiaire de saint Bernard, Henri rentre de croisade avant Louis VII et commence son voyage de retour fin 1148 et début 1149.
Lors de son voyage de retour, pendant qu'il traversait en mer une tempête particulièrement violente, Henri fait vœu à saint Nicolas que s'il pouvait revoir son pays, il établirait un chapitre de trois chanoines dans l'église de Pougy, ce qui fut fait cinq ans plus tard, le 8 avril 1154. À cette libéralité, le seigneur de Pougy Eudes et ses frères Manassès et Renaud y ajoutèrent deux autres chanoines et divers autres dons.

#### Retour en Champagne

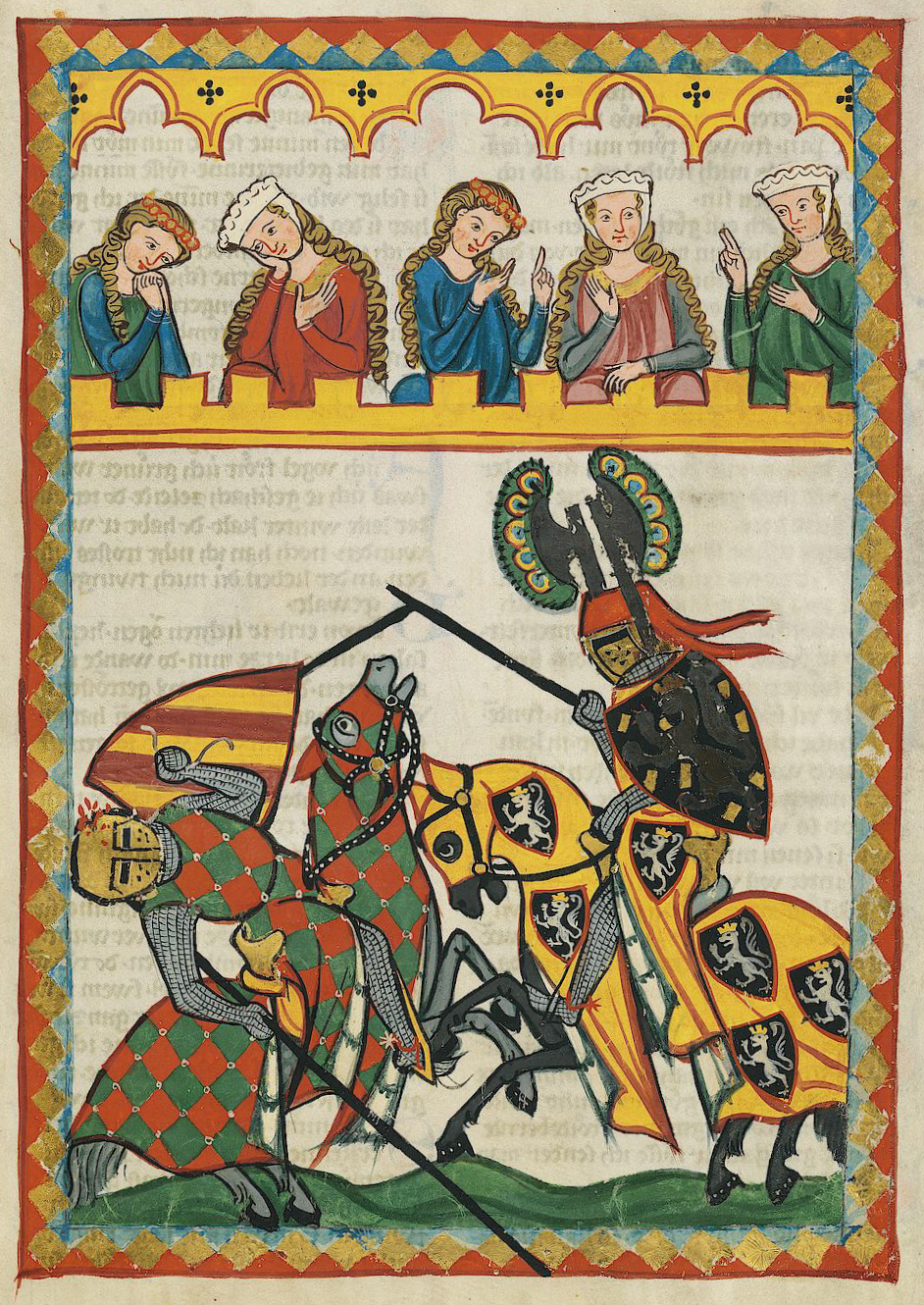
Représentation d'une joute.

Henri est de retour dans le comté de Champagne vers la moitié de l'an 1148. En qualité de chevalier, son père lui donne en apanage les seigneuries de Vitry et de Bar-sur-Aube.
Comme beaucoup de jeunes nobles de cette époque, Henri participe volontiers à divers tournois, bien que l'église ait interdit ces pratiques. Bernard de Clairvaux essaya notamment d'empêcher un tournoi organisé par Henri et Robert de Dreux, frère du roi Louis VII le Jeune.
Début 1152, la mort de son père Thibaut II mène à l'avènement d'Henri au comté de Champagne. Parmi ses frères puînés, Thibaut hérite des comtés de Blois, de Châteaudun et de Chartres, tandis qu'Étienne obtient le comté de Sancerre. Le plus jeune des quatre frères, Guillaume, mènera quant à lui une carrière ecclésiastique et sera évêque de Chartres, archevêque de Sens puis archevêque de Reims.

### Avènement au comté de Champagne

#### Guerre contre les Plantagenêt
En tant que nouveau comte de Champagne, un des premiers actes politiques d'Henri est de soutenir le roi Louis VII le Jeune contre Henri Plantagenêt dans le conflit entre Capétiens et Plantagenêt.
Outre les lois féodales qui obligeaient les vassaux à défendre par les armes leur suzerain, Henri est également fiancé à la fille de Louis VII. De même, Henri II a longtemps été en guerre avec Étienne de Blois, son prédécesseur au trône d'Angleterre et oncle d'Henri. De plus, Henri II refusait de rendre hommage pour la ville de Tours à Thibaut, comte de Blois, frère et vassal d'Henri.
Après la Saint-Jean de l'an 1152, Louis VII et Henri, accompagnés d'Eustache IV de Boulogne (fils d'Étienne de Blois et donc cousin d'Henri), Robert de Dreux (frère du roi de France) et Geoffroy VI d'Anjou (oncle d'Henri Plantagenêt, qui s'estime lésé dans son héritage), chevauchent sur la Normandie et l'Anjou, dans l'intention de se partager leurs conquêtes à eux cinq. Ils font le siège de Neuf-Marché, mais Henri Plantagenêt revient pour défendre sa ville et les assiégeants doivent se retirer après avoir signé une trêve.
L'année suivante, Louis VII chevauche de nouveau en Normandie et prend Vernon et Neuf-Marché avant de devoir signer une nouvelle trêve dont une des conditions est la restitution de ces deux villes, mais on ne sait si le comte Henri l'a accompagné.

#### Guerre avec son frère Étienne de Sancerre
Grâce à l'intervention d'Henri, un de ses plus fidèles chevaliers, Anseau de Traînel, qui l'avait accompagné en Terre-Sainte, fut fiancé en 1153 avec Alix (ou Mathilde), fille de Geoffroi III de Donzy, dont les fiefs étaient voisins de la Champagne. Le mariage fût projeté à une date ultérieure, probablement à cause du jeune âge de la demoiselle, et Anseau et Henri rentrèrent chez eux. Puis, Étienne de Sancerre, frère cadet d'Henri, demanda à Geoffroi III de Donzy la main de sa fille, ce que celui-ci accepta malgré les fiançailles précédentes et fit même une dot plus importante que pour le seigneur de Traînel.
Une fois informé de la situation, celui-ci en appelle au comte de Champagne qui se trouve personnellement outragé par son frère et vassal qui viole un traité qu'il a lui-même ratifié. Anseau est accompagné dans sa requête par Hervé de Donzy, fils de Geoffroi III, car il estimait que son père dilapidait ses terres dans la dot de sa sœur. Henri porte l'affaire devant le roi de France Louis VII le Jeune. Le roi mène alors une armée avec le comte de Champagne, Thibaut V de Blois, Anseau de Traînel et Hervé de Donzy et assiège puis prend Saint-Aignan où se trouvent Étienne de Sancerre et sa femme. Ce dernier est obligé d'accepter un accord à l'amiable. Il doit restituer la dot de se femme au frère de celle-ci, Hervé de Donzy, et Anseau de Traînel garde la dot qu'il avait initialement négocié avec Geoffroi III de Donzy. Toutefois, le mariage entre Étienne de Sancerre et Alix de Donzy ayant été fait publiquement et consommé, ils purent rester ensemble.

#### Rôle d'arbitre
Une fois la couronne comtale ceinte, Henri sert d'arbitre pour les grands de ce monde.
En 1152 le pape Eugène III, ancien moine de l'abbaye de Clairvaux, lui demande d'intervenir pour régler un litige entre l'abbé de Vézelay et les bourgeois de la ville. En 1152, Anastase IV, successeur d'Eugène, refera la même demande.
En 1155, il est désigné par le roi des Francs Louis VII le Jeune comme juge pour un différend entre l'évêque de Soissons et le chapitre de chanoines.
Henri ne joue alors plus de grand rôle pendant environ cinq ans, ce qui laisse envisager un refroidissement entre lui et le roi, dont il n'épouse toujours pas la fille bien qu'il en fût le fiancé depuis 1147. Le rapprochement de son frère Thibaut, comte de Blois, et d'Henri II d'Angleterre fut probablement également une cause de ce refroidissement. Thibaut prit même part à une expédition anglaise contre la ville d'Agen.

#### Beau-frère du roiLouisVIIle Jeune
Thibaut V de Blois, frère cadet d'Henri, se rapproche d'Henri II d'Angleterre. En décembre 1158, il cède au roi anglais Amboise et Fréteval, avec la médiation de Louis VII, momentanément réconcilié avec le roi d'Angleterre. Mais en 1159, le conflit entre les deux rois reprend, et Thibaud se trouve dans le camp anglais lors d'une attaque sur Agen.

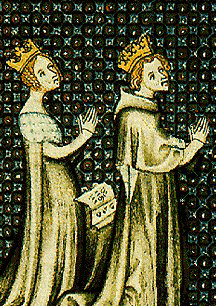
Adèle de Champagne et dans une enluminure du XIVe siècle.

Mais en 1160, un événement va changer des allégeances. Le 4 octobre 1160, la reine de France Constance de Castille meurt. Très vite, le roi Louis VII cherche de nouvelles alliances et épouse le 13 novembre 1160 Adèle de Champagne, sœur d'Henri, comte de Champagne, de Thibaut, comte de Blois, de Châteaudun et de Chartres et d'Étienne, comte de Sancerre.
Les trois frères font donc front commun sous la bannière du roi de France et font leurs préparatifs de guerre afin de soutenir leur suzerain.

#### Rôle dans le schisme du christianisme
En 1159, à la mort du pape Adrien IV, Alexandre III est élu comme successeur. Toutefois, quelques évêques ne reconnaissent pas ce résultat et proclament Victor IV comme pape (candidat soutenu par l'empereur Frédéric Barberousse) qui prend militairement possession de Rome ce qui oblige Alexandre III à fuir vers la France.
Louis VII, qui soutient Alexandre III, charge Manassès de Garlande, évêque d'Orléans, de trouver Henri afin de négocier avec Frédéric Barberousse pour juger de la validité des élections pontificales, avec la promesse de ratifier tous les arrangements que le comte prendrait.
Henri, qui était possiblement parent avec Victor IV par sa mère Mathilde de Carinthie, se charge de rencontrer l'empereur, mais il est possible qu'il ait eu préalablement avec lui une entrevue dans laquelle avait été préparé le rôle qu'il voulait jouer au profit de l'antipape Victor, en abusant du roi de France.

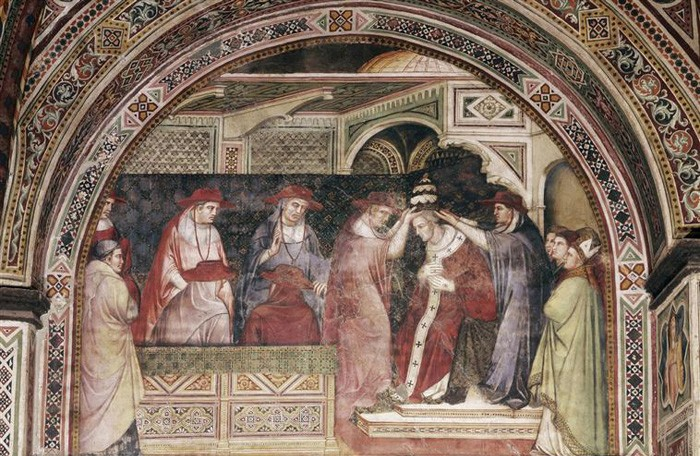
Le couronnement d'Alexandre III (pape) - épisodes de la vie du pape Alexandre III.

En 1162, une première rencontre a lieu à la limite de l'Empire et de la France afin de choisir des arbitres dans le clergé et dans le baronnage, tant français qu'allemand, afin juger de la validité de l'élection des deux papes. Le comte Henri se porte alors caution de la ratification de ce jugement par le roi de France, et de se livrer personnellement comme otage à l'empereur dans le cas où le roi refuserait le verdict puis de lui faire hommage des fiefs qu'il tient du roi de France.
Le 29 août 1162 eut lieu à Saint-Jean-de-Losne la rencontre entre le roi des Francs et l'empereur accompagné de Victor IV. Mais comme Alexandre III a refusé de venir (probablement par crainte de tomber entre les mains de l'empereur, ainsi qu'à cause de l'inconvenance de soumettre à un jugement), Frédéric Barberousse demande au roi de se soumettre à l'antipape et à Henri de se soumettre à son serment de se porter prisonnier. Louis VII, qui n'était pas informé de cette dernière résolution, obtient par l'intermédiaire d'Henri de reporter l'entrevue de trois semaines et laisse comme caution à l'empereur le duc de Bourgogne, le comte de Flandre et le comte de Nevers.
Le 22 septembre 1162, Louis VII, Alexandre III et Henri reviennent à Saint-Jean-de-Losne, mais l'empereur ne vient pas. Seul se présente à midi son chancelier Rainald von Dassel, archevêque de Cologne, qui annonce que seuls les prélats soumis à l'Empire romain ont qualité pour être juges de la validité de l'élection du pape, et que les évêques et le clergé accompagnant le roi sont présents seulement à titre d'amis et d'alliés. Louis VII, estimant la parole de l'empereur rompue se déclare dégagé de sa parole.
Le soir venu, l'empereur se présenta mais face à l'absence du roi envoya une ambassade le chercher à Dijon. Louis VII refusa de l'écouter et l'empereur déclare ses engagements remplis et ceux du roi violés. Il fit des menaces de guerre et somma Henri de tenir son serment. Les menaces de guerre restent sans résultats, mais Henri, se croyant lié (et conservant peut-être un soutien pour la cause de l'antipape), se livre prisonnier à l'empereur. Pour sa liberté, il fit hommage à l'empereur de neuf châteaux mouvant du comté de Champagne : Bourmont, Dampierre-le-Château, Possesse, Reynel, La Fauche, Gondrecourt, Cernay-en-Dormois, Raucourt et Belrain.
Après ces événements, il semble qu'Henri soit resté en bons termes avec Louis VII (ils sont ensemble à Châlons en 1163) et Frédéric Barberousse, mais il refusa d'aller rendre visite au pape Alexandre III, qui vivait alors à Sens et était donc son voisin du 30 octobre 1163 au 4 avril 1165. Henri semble également être partisan de Pascal III, antipape successeur de Victor IV.
Vers la fin de 1164, Henri rencontre une nouvelle fois Frédéric Barberousse pour reprendre les négociations entamées à Saint-Jean-de-Losne puis part à Paris pour en parler avec le roi, mais en vain.

#### Mariage avec Marie de France

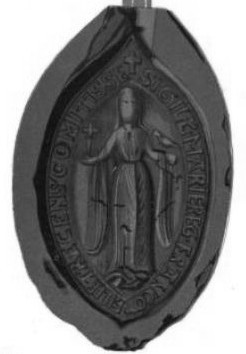
Sceau de Marie de France, comtesse de Champagne.

En 1164 , il épouse Marie de France, fille de Louis VII le Jeune et d'Aliénor d'Aquitaine, avec qui il était fiancé depuis près de dix-sept ans et dont il aura quatre enfants.
À peu près à la même période, son frère Thibaut, comte de Blois, de Châteaudun et de Chartres, épouse Alix de France, sœur de Marie, et donc également fille de Louis VII le Jeune et d'Aliénor d'Aquitaine. Mais le comte Henri n'assista pas au mariage de son frère et de sa belle-sœur.

#### Succession au duché de Bourgogne
En 1162, le duc de Bourgogne Eudes II meurt, laissant la régence du duché à sa femme Marie de Champagne, sœur du comte Henri, qui est également tutrice de leur fils Hugues III de Bourgogne âgé d'environ quatorze ans et donc trop jeune pour régner.
Mais vers 1163, Hugues, sous les impulsions de plusieurs de ses barons, se fâche avec sa mère pour se libérer de sa tutelle. Vers avril 1165, Marie est alors chassée de la cour et privée de son douaire, et se voit ainsi obligée de demander l'aide du roi des Francs Louis VII le Jeune, qui convoque la mère et le fils pour rendre justice, mais ce dernier ne répond pas à la convocation.
Après plusieurs avertissements qui restent sans réponse, le monarque commence à faire ses préparatifs de guerre. Hugues III fait alors alliance avec l'empereur du Saint Empire romain germanique Frédéric Barberousse, qui envoie alors le comte de Champagne Henri servir de médiateur auprès du roi et du duc. Henri semble avoir réussi à rétablir la paix entre Hugues et sa mère, sans avoir besoin au recours armé du roi de France ou de l'empereur germanique.

#### Soutien à Thomas Becket
Persécuté par Henri II Plantagenêt, roi d'Angleterre, l'archevêque de Cantorbéry Thomas Becket est obligé de fuir l'Angleterre en 1164 et se rend à Sens demander l'aide au Pape. Il reste pendant presque deux ans dans l'abbaye de Pontigny, jusqu'à ce que les menaces d'Henri en 1166 l'obligent à se rendre de nouveau à Sens où il demeura à l'abbaye Sainte-Colombe de Saint-Denis-lès-Sens.
Tout comme le roi Louis VII le Jeune, le comte Henri témoigne d'une vive sympathie à l'archevêque exilé. Il reçoit du pape Alexandre III une lettre le remerciant de sa sympathie à Thomas Becket et l'exhortant de continuer à le soutenir.
Le comte Henri tient également pendant cette période une correspondance avec Jean de Salisbury, secrétaire, ami et compagnon d'exil de Thomas Becket et futur évêque de Chartres, et qui a résidé successivement à l'abbaye de Montier-la-Celle puis à l'abbaye Saint-Remi de Reims, dont l'abbé était Pierre de Celle.

#### Seconde affaire de Vézelay
En 1165, Guillaume IV de Nevers, comte de Nevers, d'Auxerre et de Tonnerre, eut un litige avec l'abbaye de Vézelay et son abbé Guillaume de Mello. Le 25 novembre 1165, Guillaume de Nevers entre à Vézelay à la tête d'une armée et saisit les biens et les revenus de l'abbaye. Les moines prirent la fuite et portèrent l'affaire devant le roi des Francs Louis VII le Jeune.
Alors que le roi commence à rassembler l'ost, le comte Henri et son frère Thibaut, comte de Blois, de Châteaudun et de Chartres, assistés d'Anseau de Traînel, se portent alors comme médiateurs entre le comte de Nevers et l'abbé de Vézelay et reçoivent les félicitations et les encouragements du roi. Mais le comte de Nevers refuse l'arbitrage des deux frères ainsi que le montant de la compensation financière qu'il avait été condamné à payer en dédommagement à l'abbaye. Le roi en fut irrité et convoqua son armée à Sens. Effrayé, Guillaume de Nevers, envoie Guillaume de Dampierre, connétable de Champagne, remettre sa soumission. Le roi désigna alors son frère Henri de France, archevêque de Reims, et le comte Henri pour arbitrer et mettre fin à cette querelle.

#### Nouvelles négociations avec l'empereur Barberousse
Fin 1167 ou début 1168, le comte Henri est de nouveau envoyé en ambassade auprès de l'empereur du Saint Empire germanique Frédéric Barberousse, qui se trouve alors en Italie après sa défaite à Rome, qui voit son armée ruinée par la faim et la maladie et qui doit faire face à la ligue lombarde, afin de négocier le mariage du fils du roi de France Louis VII le Jeune, Philippe Auguste alors âgé d'environ deux ans, avec la fille de l'empereur Frédéric Barberousse, Sophie. Henri avait à cœur la réalisation de ce projet, mais l'église le voyait avec inquiétude et exerça de fortes pressions pour le faire échouer. Le projet de mariage reprit cinq ans plus tard, on ne sait pas si Henri fit partie des négociations, mais échoua définitivement.
En 1171 ou 1172, le comte Henri servit encore une fois d'ambassadeur avec Louis VII le Jeune auprès de Frédéric Barberousse, entre Toul et Vaucouleurs, où les deux monarques prirent l'engagement de chasser de leurs terres et de celles de leurs barons, situées entre le Rhin, les Alpes et la ville de Paris, tous les mercenaires, brabançons ou cotereaux, l’exception de ceux qui s'étaient mariés dans le pays ou qui avaient contracté un engagement à vie avec un baron. Parmi les nombreux seigneurs présents, ce fut le comte Henri que le roi choisit pour jurer en son nom l'observation du traité.

#### Lutte avec l'épiscopat champenois
L'hostilité du comte Henri contre le pape Alexandre III, que le clergé français entier reconnaissait comme chef de l'Église, eut des répercussions dans ses relations avec les évêques de ses États.
Outre l'élection de ce pape, il attaqua aussi la légitimité de l'élection de Gui de Dampierre, fils de Guy Ier, seigneur de Dampierre, de Saint-Dizier et de Moëslains et vicomte de Troyes, et d'Helvide de Baudement, élu en 1162 à l'évêché de Chàlons et qui mourut l'année suivante, sans avoir pu être sacré.
Il eut des conflits avec Geoffroy de La Roche-Vanneau, évêque de Langres, ainsi qu'avec son successeur Gauthier de Bourgogne, fils d'Hugues II, duc de Bourgogne. Gautier porta plainte auprès du roi des Francs Louis VII le Jeune. Ce dernier qui devait rencontrer le roi d'Angleterre Henri Plantagenêt à Gisors le 11 avril 1165, convoqua les deux parties afin de rendre un jugement en présence d'un grand nombre de barons. Le comte Henri refusa de s'y rendre, estimant qu'il n'avait pas le temps de consulter ses barons compte tenu de la gravité de la situation.
Vers 1165, il a une contestation avec l'évêque de Meaux Étienne de la Chapelle. Afin de lui nuire, Henri fit fabriquer en métal de mauvais aloi des deniers semblables à ceux de la ville de Meaux, où le droit de frapper monnaie appartient à l'évêque. Lorsque ce fut de notoriété publique, les deniers de Meaux étaient acceptés à un cours inférieur, voire refusés. Henri dut reconnaître ses torts et jurer la main sur les reliques de respecter les droits du prélat. Les trois seigneurs Anseau II de Traînel, Eudes de Pougy et Hugues III de Plancy prêtèrent serment et se portèrent caution pour le comte.
Henri eut également une lutte ardente contre l'archevêque de Reims Henri de France, ancien moine de l'abbaye de Clairvaux, frère du roi des Francs Louis VII le Jeune, et grand partisan du pape Alexandre III. En 1167, ce dernier provoqua la colère des habitants de Reims à cause de l'instauration d'une nouvelle taxe. Les habitants se soulevèrent, s'emparèrent de la ville et jetèrent hors des murs les officiers et amis de l'archevêque. Le prélat demanda l'aide de son frère Louis VII le Jeune, tandis que les habitants cherchèrent l'aide du comte Henri. Celui-ci refusa d'intervenir et conseilla aux Rémois de se soumettre au roi, qui fit raser cinquante maisons pour châtiment. En 1168, Henri confirma les droits du prieuré d'Aulnoy de l'ordre de Grandmont.
Quelques années plus tard, l'archevêque de Reims voulut sécuriser la route entre Reims et Châlons qui était infestée de brigands qui avaient refuge dans la forteresse de Sempigny. Henri de France leva une armée et rasa cette forteresse. Afin de défendre cette route, il fit construire le château de Sept-Saulx, non loin de Sempigny, ainsi que ceux de Courville, Cormicy, Chaumuzy, Bétheniville en plus de celui de Reims. Le village de Sept-Saulx dépendait de l'abbaye de Saint-Remi de Reims. Pierre de Celle, abbé de Saint-Remi, donna son consentement à l'établissement de cette citadelle, mais le comte Henri prétendit que l'archevêque n'avait pas le droit d'élever une construction militaire si près des domaines du comté de Champagne. De plus, à la même époque, l'archevêque menaça de guerre Guermond de Châtillon, seigneur de Savigny et vassal du comte de champagne.
La guerre entre les deux Henri commença, sans que l'on sache lequel démarra les hostilités. Les armées du comte, accompagnées de mercenaires cotereaux, pénétrèrent dans les domaines de l'archevêché et se livrèrent au pillage, tuant les hommes et les femmes ou les faisant prisonniers pour ne les mettre en liberté que moyennant rançon. Une église fut brûlée avec trente-six malheureux qui s'y étaient renfermés. L'archevêque répondit à cet excès par une sentence d'excommunication qu'il lança contre le comte, mais il ne la fit pas publier. Le comte Henri proposa une trêve que l'archevêque accepta à trois conditions : qu'elle n'entraînerait pas la levée de l'excommunication ; que le statu quo serait maintenu ; et que le butin enlevé serait rendu. Une fois la trêve expirée, le butin n'ayant pas été restitué, le prélat fit publier l'excommunication dans tout l'archevêché.
Le comte Henri demanda au pape la réformation de la décision archiépiscopale et lui envoya deux ambassadeurs, qui affirmèrent que les hommes de l'archevêque avaient les premiers franchi la frontière et que les leurs avaient envahi la terre de l'archevêque uniquement en poursuivant l'armée du prélat vaincue et mise en fuite, et soutinrent que l'excommunication était nulle car, préalablement à sa prononciation, le comte avait signifié son intention d'en appeler au pape. Les ambassadeurs de l'archevêque prétendirent que cette notification d'appel était nulle car le comte avait fait postérieurement acte d'hostilité et rappelèrent l'église brûlée, les hommes tués, les prisonniers faits et les demandes de rançons. À la suite du désaccord entre les deux parties, le pape demanda une enquête à l'archevêque de Tours et à l'évêque d'Autun afin de juger l'affaire. Comme l'affaire se compliquait de droit féodal, le pape Alexandre III pria le roi de France Louis VII le Jeune de juger ou de faire juger cette question. L'affaire se termina en 1171 ou 1172 par l'intermédiaire de Louis VII le Jeune, de l'archevêque de Tours et de l'évêque d'Autun, comme le souhaitait le pape.
Le comte Henri eut également un différend de nature inconnue avec l'évêque de Troyes Matthieu. L'affaire a soulevé l'indignation d'un chroniqueur contemporain anonyme qui indique que le pape avait été sollicité.

### Fin de règne

#### Nouvelle guerre contre les Plantagenêt
En 1167, la guerre reprit entre Louis VII le Jeune et Henri II Plantagenêt à la suite d'une querelle sur la manière dont l'argent destiné aux États latins d'Orient devait être collecté et envoyé. Louis VII attaqua la Normandie. Henri II répondit en attaquant Chaumont-en-Vexin où se trouvait le principal arsenal français. Une trêve fut conclue, et le comte Henri fut chargé de négocier une paix définitive. Mais comme le comte et le monarque anglais cherchaient à se surpasser l'un et l'autre en astuce, ces négociations furent inutiles.
En 1168, à Soissons, le comte Henri et Philippe d'Alsace, comte de Flandre, qui s'était associé aux négociations, présentèrent au roi une proposition de paix, que ce dernier accepta. La paix n'arriva qu'en 1169 lorsque les deux monarques se réconcilièrent à Montmirail.
Mais la paix ne dura pas longtemps. Louis VII le Jeune encouragea les tensions entre Henri II et ses fils Henri le Jeune, Richard Cœur de Lion et Geoffroy.
En 1173, l'armée française, dont faisaient partie le comte Henri ainsi que son frère Thibaut, fit le siège de Verneuil avant de battre en retraite. Puis en 1174, l'armée française, dont fait toujours partie Henri, met le siège devant Rouen, mais doit se retirer faute de vivres. Mais enfin, le 1er avril 1175, le prince anglais Henri le Jeune se réconcilia avec son père et lui jura fidélité, avec le cautionnement du roi français et de divers barons français dont le comte Henri.

#### Légende d'Anne Musnier
En 1175, trois chevaliers, mécontents du comte de Champagne, avaient tramé un complot contre lui. Anne Musnier, probablement originaire des Noës, qui avait découvert leur plan réussit à tuer le meneur et à faire arrêter les deux autres, qui avouèrent sous la torture leur projet.
Le comte Henri les fit pendre au gibet et accorda à Anne Musnier, en remerciement, des privilèges particuliers, qu'elle put transmettre à ses filles, ainsi qu'aux époux de celles-ci, eux aussi considérés comme héritiers, pendant près de cinq siècles (ce fait sera appelé hoirs Musnier).
Si ces privilèges particuliers sont avérés, aucun chroniqueur n'a rapporté cet acte d’héroïsme, mais seulement la tradition orale. Il n'est donc pas impossible que cette histoire ait été embellie, voire inventée, peut-être par les héritiers d'Anne Musnier afin de justifier leurs privilèges. Certains historiens affirment même qu'Anne Musnier a également été anoblie.
D'autres émettent l'hypothèse qu'Anne Munsier aurait obtenu ces privilèges grâce à ses charmes et qu'elle aurait été la maîtresse du comte Henri.

#### Nouvelle croisade
En 1177 ou 1178, sur les exhortations d'Henri de Marcy, abbé de Clairvaux, le comte Henri décide de prendre la croix une seconde fois lors d'une assemblée solennelle.
Le départ eut lieu vers le milieu de l'année 1179. Le nombre de croisés était important, mais il y avait peu de grands seigneurs : Pierre Ier de Courtenay, frère du roi Louis VII le Jeune, Philippe de Dreux, évêque de Beauvais, fils de Robert de France, Henri II de Grandpré et son frère Geoffroy Ier. Henri fut naturellement nommé chef de cette expédition.
De Troyes, il passe par Châtillon-sur-Seine et Dijon, où il visite l'abbaye de Saint-Bénigne, et embarque probablement à Marseille. Sur sa route, il croise à Brinses l'archevêque de Tyr et historien des croisades Guillaume de Tyr. Puis il débarque à Saint-Jean-d'Acre.
À son arrivée, Saladin faisait le siège de la forteresse de Tibériade. Baudouin IV, roi de Jérusalem, réunit les croisés à l'armée des barons de Terre-Sainte afin d'aller secourir la place. Mais l'opération est trop lente et Tibériade tombe aux mains des Sarrasins. D'un point de vue militaire, l'expédition d'Henri est donc sans résultat.
Henri visita ensuite plusieurs lieux saints : Jérusalem, Hébron, Sébaste et Nazareth, leur fit diverses libéralités, puis donna l'ordre du départ. Il suivit le chemin par terre au travers de l'Asie Mineure, mais tomba entre les mains des Turcs qui le firent prisonnier avec une partie de ses compagnons, les autres étant massacrés. Henri fit alors le vœu que s'il s'en sortait vivant, il s'engagerait à donner à la cathédrale de Langres, dont le patron Saint Mammès était mort à peu de distance, une rente de trente livres sur les foires de Bar-sur-Aube. Henri fut exaucé, car Manuel Ier réussit à obtenir sa liberté et il put alors rejoindre Constantinople. Ce dernier avait récemment marié son unique hériter, Alexis, à la nièce d'Henri, Agnès de France.
Le comte Henri reprit ensuite la voie de terre, traversa l'Illyrie et arriva enfin en France fin février 1181.

#### Hommage au nouveau roi des Francs
Une des premières visites d'Henri depuis son retour de Terre Sainte fut pour son nouveau souverain Philippe Auguste (et qui est également son neveu), qui a succédé à Louis VII, mort le 18 septembre 1180, et qui résidait à ce moment-là à Sens.
Le jeune roi projetait alors, à la suite des sollicitations d'Henri II d'Angleterre, de partir en guerre contre l'empire germanique, sous prétexte de venger le duc de Bavière Henri Le Lion, qui venait d'être dépouillé par l'empereur Frédéric Barberousse. Le comte Henri l'en dissuada et lui dit qu'« il n'est ni avantageux ni juste d'attaquer un souverain qui n'a jamais fait de tort, ni à votre père, ni à vous ».

#### Décès du comte
À peine rentré à Troyes, Henri tombe gravement malade et succombe dans la semaine, le soir du 16 mars 1181.
Son fils aîné Henri II de Champagne lui succède au comté de Champagne, mais celui-ci, étant encore mineur, règne sous la tutelle de sa mère, veuve d'Henri, Marie de France jusqu'en 1187.
Le comte Henri est inhumé au cœur de la collégiale Saint-Étienne à Troyes, dont il souhaitait faire le lieu de sépulture de sa famille, où sa veuve Marie lui fit élever un tombeau magnifique en bronze.

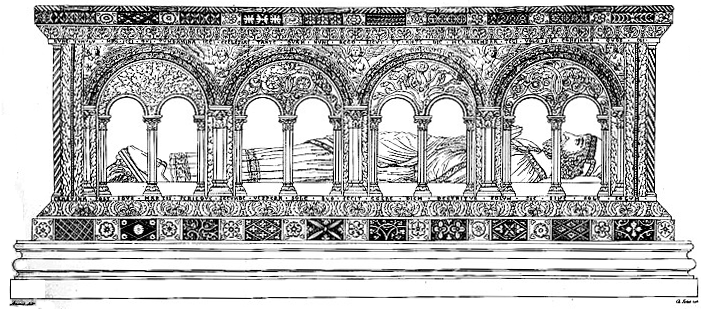
Tombeau d'Henri le Libéral tel qu'il était dans la collégiale Saint-Étienne à Troyes.

#### Histoire posthume
Le tombeau d'Henri fut une première fois profané en 1583, où des voleurs ôtèrent les lames d'argent dont il était orné. Des réparations ont alors été effectuées.
Ensuite, la collégiale Saint-Étienne de Troyes, où étaient inhumés les corps du comte Henri et de son second fils Thibaut III, fut détruite pendant la Révolution française. Le 23 février 1792, les corps d'Henri et de son fils furent exhumés en présence des commissaires du département et après les avoir déposés dans la salle du trésor, ils ont été transférés solennellement à la cathédrale de Troyes le 27 du même mois puis enfouis dans la chapelle Notre-Dame. Les deux tombeaux, placés d'abord de chaque côté du chœur comme ornement, furent détruits l'année suivante. Il fut également question de jeter au vent les cendres d'Henri et de Thibaut comme ceux des rois de France inhumés à Saint-Denis.
Le octobre 1844, les dépouilles d'Henri et de Thibaut furent une nouvelle fois exhumées lors de fouilles faites pour établir le caveau des évêques. Les corps étaient dans les cercueils de pierre où ils avaient été enterrés à Saint-Étienne.
De nos jours, les dépouilles des comtes sont toujours ensevelies sous les pavés de la chapelle Notre-Dame de la Cathédrale de Troyes, mais leurs tombes ne comportent pas d'inscription.

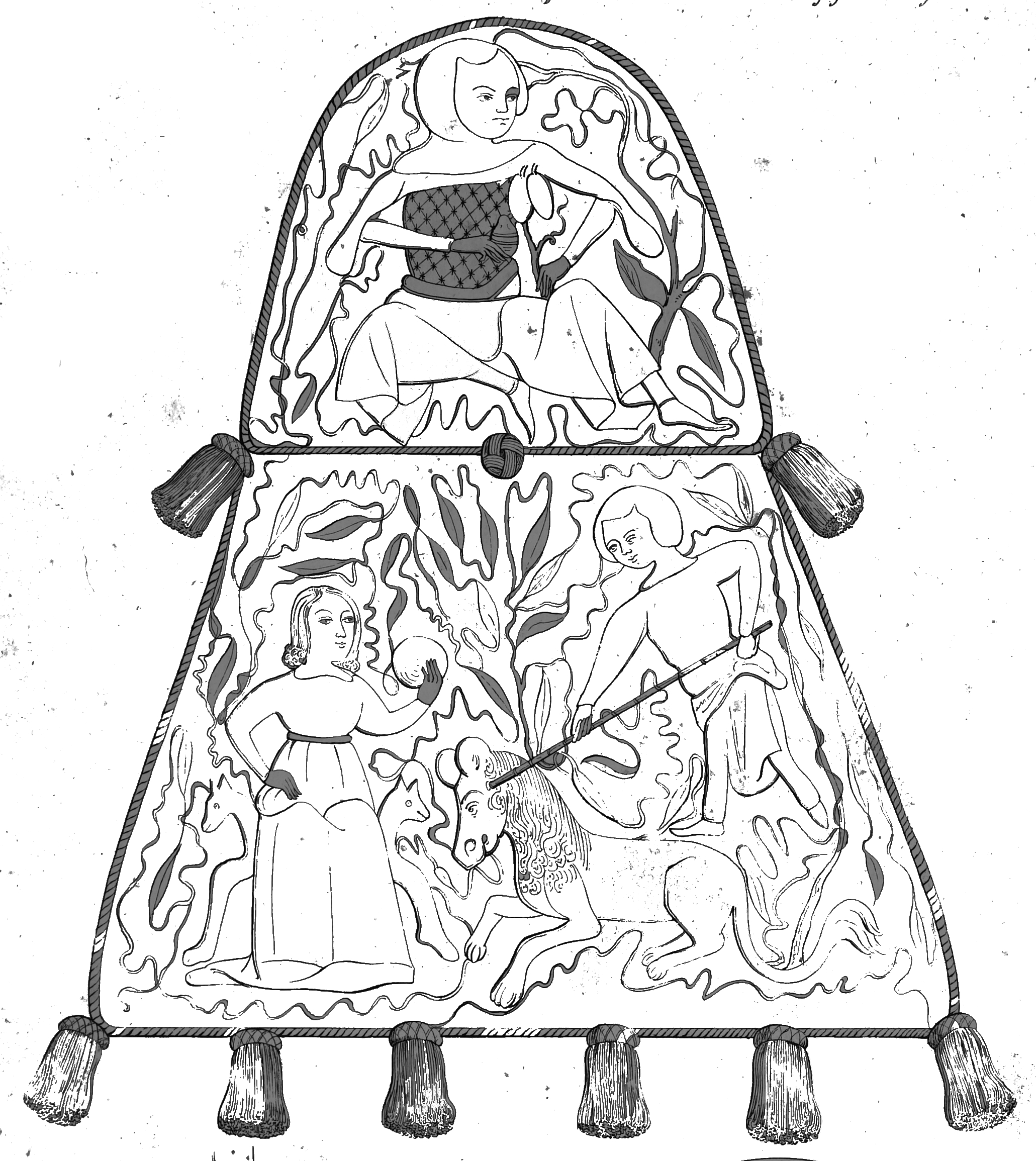
Dessin de l'aumônière d'Henri le Libéral.

## Politique et administration

### Grands officiers

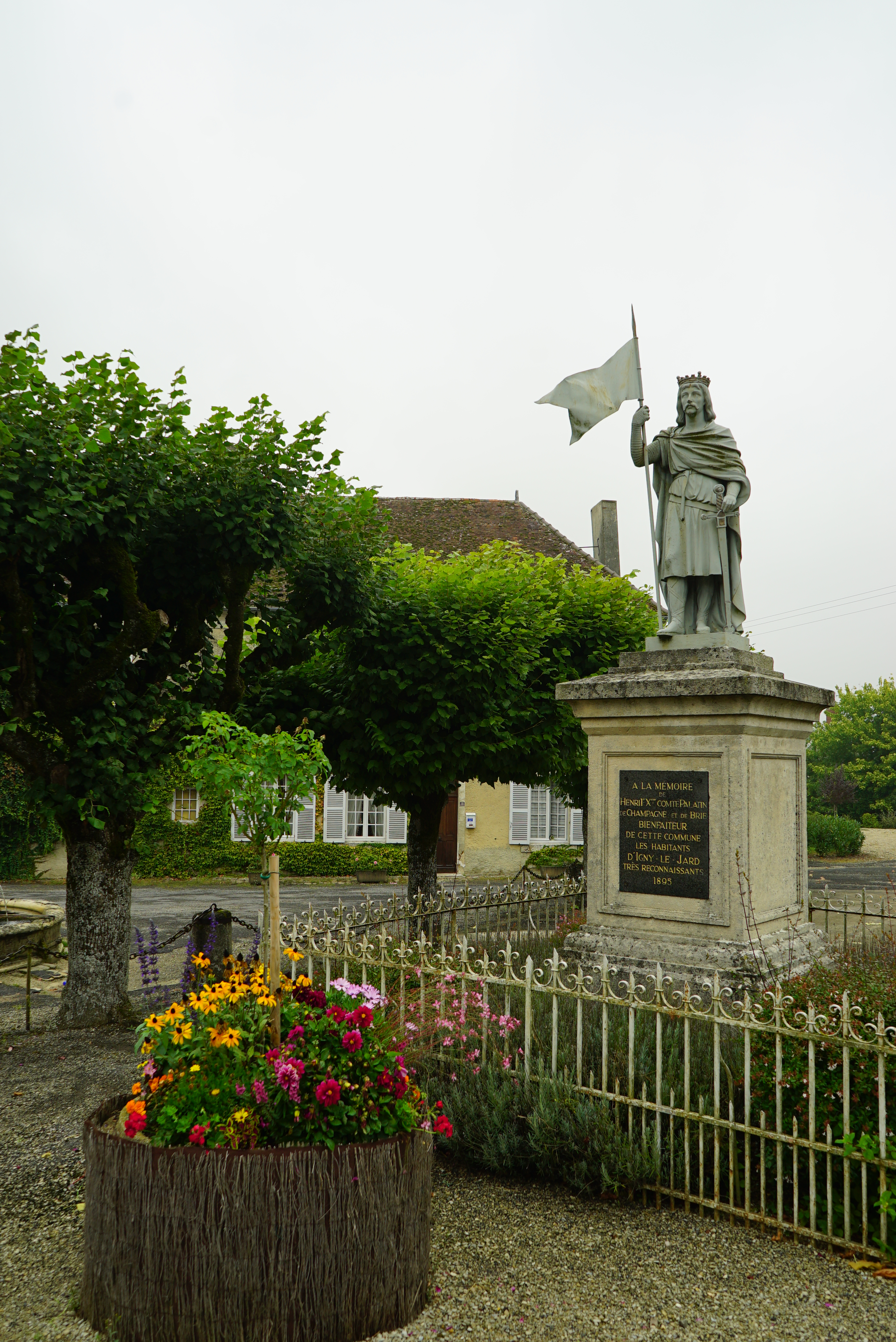
Statue du comte Henri à Igny-le-Jard depuis 1895.

Le comte Henri, chef suprême du comté de Champagne, a eu pour le seconder un nombre important de grands officiers et de conseillers, clercs ou laïcs.
Parmi les grands officiers, la fonction de sénéchal était tenue par Geoffroy III de Joinville, dit Le Gros ou Le Vieux, qui a notamment accompagné Henri en Terre-Sainte en 1147.
Henri eu aussi successivement trois connétables. Le premier fut Eudes de Pougy jusqu'en 1169. Il fut ensuite remplacé par Guillaume Ier de Dampierre jusqu'en 1173, puis enfin le fils de ce dernier Guy II de Dampierre.
Quant au poste de bouteiller, il est rempli par Anseau II de Traînel, qui semble avoir été l'un des plus intimes conseillers du comte.
Le poste de chambrier fut tenu par trois personnes successives : Pierre Bursaud, ancien conseiller de Thibaut II, qui était chevalier et qui avait une maison à Provins ; Habran ou Abraham, fils de Pierre Bursaud, également appelé appelé Habran de Provins ; Artaud ou Ertaud de Nogent, qui fit construire le château de Nogent-l'Artaud, principal chambrier d'Henri et qui l'accompagne en Terre-Sainte en 1179. Isambard, Josbert, Aubert de Milly et Ebrard ont également tenu le poste de chambrier.
Pour la fonction de maréchal, elle fut d'abord occupée conjointement par Gautier de Provins (de 1152 à 1158) et Geoffroi de Chartres (de 1153 à 1158). Gervais est cité comme maréchal dans une charte de 1157. Guillaume le Roi est lui maréchal de 1158 à 1179, et semble avoir été un des plus intimes conseillers d'Henri, et l'accompagna en Terre-Sainte en 1179, où il fait probablement partie des victimes tombées sous le fer des sarrasins dans la bataille où Henri est fait prisonnier. Guillaume le Roi laissa plusieurs fils dont Milon de Provins, dit aussi Bréban, qui est également présent en Terre-Sainte en 1179 et qui reprendra plus tard la charge de maréchal de Champagne.
Henri eut également trois chanceliers : Guillaume (jusqu'en 1176) puis  Etienne (de 1176 à 1179) qui accompagne le comte Henri en Terre-Sainte en 1179 où il meurt et est là-bas remplacé par Haïce de Plancy, fils d'Hugues II, seigneur de Plancy, et d'Emeline de Bazoches, et frère d'Hugues III de Plancy et de Miles de Plancy, et qui avait déjà occupé ponctuellement le poste en 1168 et en 1173. Il sera plus tard évêque de Troyes de 1190 à 1193 sous le nom de Barthélémy.
Henri eut également dans son entourage Robert de Milly, futur chambellan de Champagne.

### Foires de Champagne

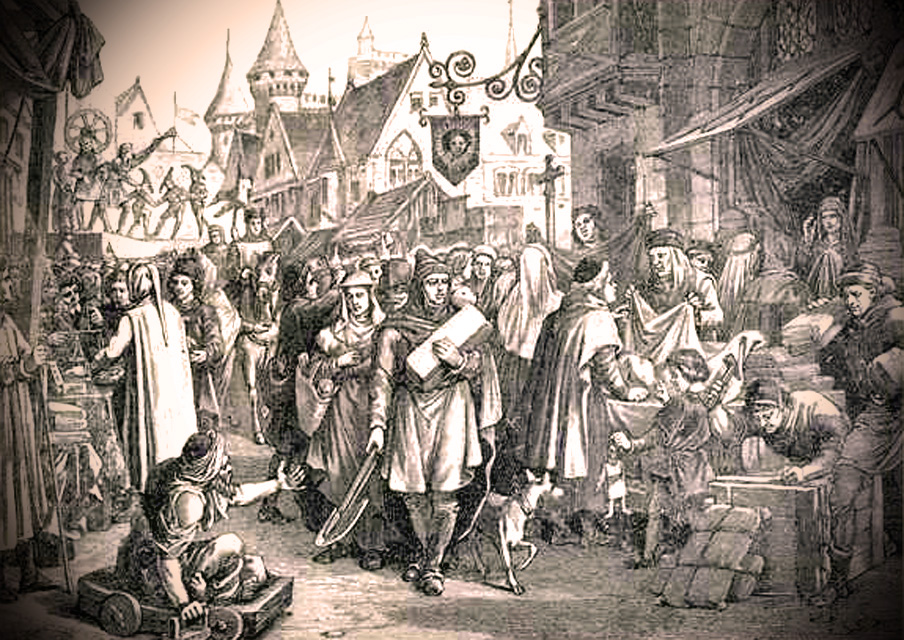
Foire de Champagne, gravure du XIXe siècle.

C'est sous le règne du comte Henri que les Foires de Champagne prennent leur essor.
Il poursuit l’œuvre de ses prédécesseurs et conserve le rythme de six foires réparties sur l’année et dont l’accès est garanti par le conduit du comte de Champagne :
- en janvier : foire des Innocents de Lagny-sur-Marne,
- de la mi-carême au dimanche de la Passion : foire de Bar-sur-Aube,
- en mai : foire chaude de Saint-Quiriace de Provins,
- de fin-juin à la mi-juillet : foire chaude de la Saint-Jean à Troyes,
- en septembre et octobre : foire froide de Saint-Ayoul à Provins,
- de début novembre à la semaine avant Noël : foire froide de la Saint-Remi à Troyes.

Grâce à ses relations avec l'empereur Frédéric Barberousse, il réussit à attirer les grands marchands allemands en Champagne.

### Justice
Le comte Henri fit supprimer les duels et instaura divers tribunaux.

### Arts et littérature

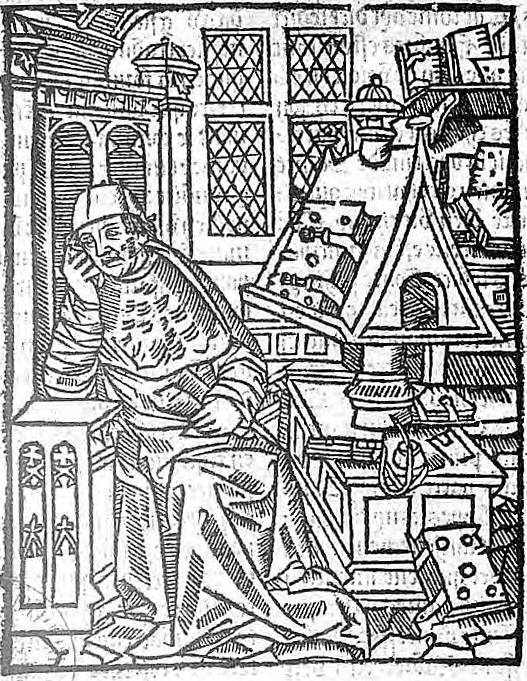
Gravure de 1580 de Chrétien de Troyes.

Lettrés et cultivés, le comte Henri et son épouse connaissaient le latin et les arts libéraux, et ont fait de leur cour un véritable centre culturel avec un art de vivre raffiné.
Henri a pris sous sa protection les clercs chassés d'Angleterre avec Thomas Becket, comme Herbert de Bosham et Jean de Salisbury et il a fréquenté les théologiens de l'abbaye de Clairvaux, et les clercs de la région, tels Pierre le Mangeur, chanoine qui sera maître parisien, ou Pierre de Celle, futur abbé de Saint-Remi de Reims.
À partir de 1160, Nicolas de Montiéramey, ancien secrétaire Bernard de Clairvaux, fut son bibliothécaire. Il possédait une vingtaine de manuscrits en latin et plus de quinze autres en langue romane, traitant d'histoire antique, biblique et chrétienne, de dialectique ou de philosophie.
Son épouse Marie de France aimait, comme sa mère Aliénor d'Aquitaine, les œuvres d'amour et de chevalerie, et a encouragé des trouvères et romanciers tels que Gace Brulé, Chrétien de Troyes, André le Chapelain, Gautier d'Arras, Guiot de Provins, Hugues III d'Oisy ou encore Geoffroi de Villehardouin. Elle avait participé à la cour lettrée d’Aliénor d'Aquitaine à Poitiers et a tenu elle-même une cour d'amour brillante. Elle est aujourd'hui considérée comme protectrice de la littérature et de l'idéologie courtoise.
La plus grande partie de la bibliothèque personnelle du comte Henri le Libéral et de sa femme Marie de Champagne, est maintenant conservée à la médiathèque de Troyes. C’est la plus ancienne bibliothèque connue d’un grand prince féodal, témoin de la naissance de la culture courtoise et chevaleresque au XIIe siècle.

### Fondations

#### Fondations religieuses
Outre ses nombreuses libéralités et donations envers diverses abbayes et prieurés, le comte Henri fonda l'abbaye bénédictine de de Champbenoît en 1138 à Provins, ainsi que l'abbaye cistercienne de la Charmoye en 1167 sur la commune de Montmort-Lucy.
De plus, Henri fit faire des démarches à Pierre de Celle, abbé de Montier-la-Celle, pour obtenir une colonie de Chartreux qu'il voulait établir à ses frais dans ses états.

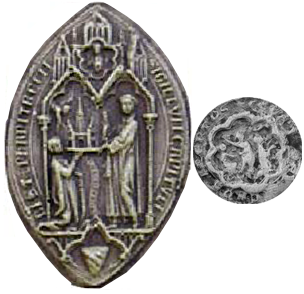
Henri offrant la collégiale à Étienne.

Le comte Henri participa également à la fondation de six églises collégiales :
- collégiale Saint-Nicolas de Pougy en 1154, qu'il a dotée de trois chanoines et dont les seigneurs de Pougy ajoutèrent deux autres chanoines,
- collégiale de Saint-Quiriace de Provins en 1157. Elle avait été transformée par Thibaut II en une abbaye régulière de l'ordre de Saint-Augustin, mais Henri transféra les moines à l'hôpital Saint-Jacques, et y établit un nouveau chapitre séculier d'environ cent chanoines,
- collégiale de Saint-Étienne de Troyes en 1157, bâtie à côté de son palais pour servir de chapelle et composée de soixante-douze chanoines,
- collégiale de Saint-Maclou de Bar-sur-Aube en 1159 dans son château, composée sans doute d'une vingtaine de chanoines,
- collégiale de Saint-Nicolas de Sézanne en 1164, composée de cinquante chanoines,
- collégiale de Notre-Dame-du-Château de Provins en 1179, composée de quatre chanoines qui devaient faire le service de la chapelle du palais.

Il prit également l'abbaye Notre-Dame-aux-Nonnains sous sa protection, et la comble de biens.

#### Fondations hospitalières
Le comte Henri a fondé plusieurs hôpitaux afin de soigner les malades ou de loger les pèlerins :
- Hôtel-Dieu-le-Comte à Troyes,
- hôpital Saint-Abraham à Troyes,
- hôpital du Saint-Esprit à Provins,
- un hôtel-dieu à Provins.

Henri fit également de nombreuses libéralités à divers hôpitaux et léproseries.

#### Fondations civiles

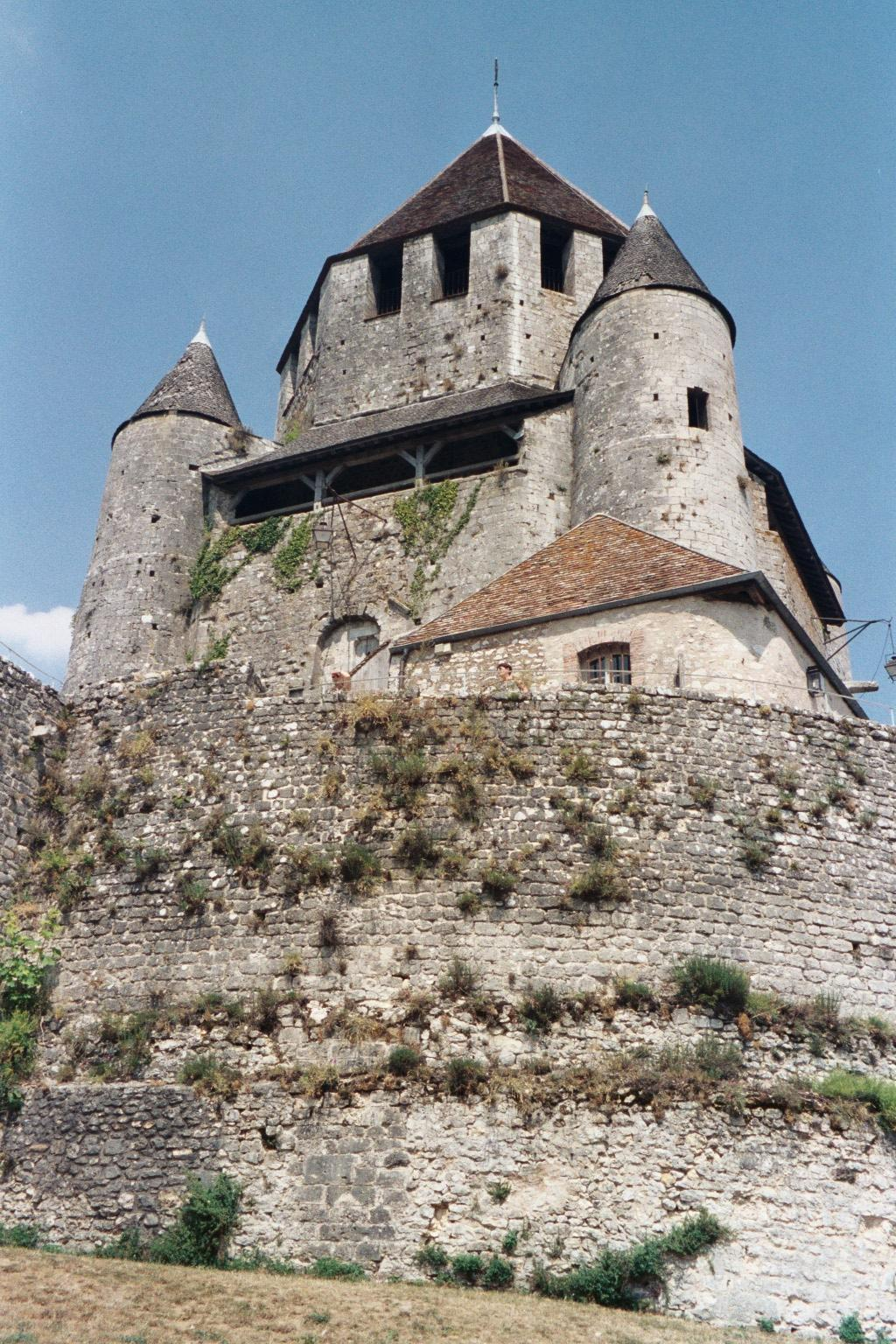
Tour César à Provins.

Le comte Henri eu pour résidences principales Troyes et Provins. Dans chacune de ses deux villes, il s'y fit construire un palais :
- à Troyes, le nouveau palais remplace l'ancien château. Il est attenant à la collégiale Saint-Étienne et à l'hôtel-Dieu-le-Comte,
- à Provins, le palais, proche de la collégiale Saint-Quiriace, et qui possède sa propre chapelle comtale.

C'est sous le comte Henri qu'aurait également été bâtie la Tour César à Provins.
C'est également sous la gouvernance du comte Henri que sont réalisés les travaux qui amènent l'eau de la Seine à Troyes, et les bras de la Seine qui passent aujourd'hui à Troyes sont donc une dérivation et le résultat de travaux faits de main d'homme, comme le canal des Trévois ou le ru Cordé.

## Famille

### Mariage et enfants
En 1164, il épouse Marie de France, fille de Louis VII le Jeune et d'Aliénor d'Aquitaine, dont il a quatre enfants :
- Henri II, qui succède à son père comme comte de Champagne et qui deviendra également roi de Jérusalem ;
- Marie, mariée en 1186 à Baudouin IX, comte de Flandre et de Hainaut, puis empereur latin de Constantinople ;
- Thibaut III, qui succède à son frère comme comte de Champagne ;
- Scholastique, mariée à Guillaume IV, comte de Mâcon.

### Fratrie
Henri est le fils aîné légitime de Thibaut IV de Blois et de Mathilde de Carinthie. Il a pour frères et sœurs :
- Marie, qui épouse Eudes II, duc de Bourgogne ;
- Thibaut V, comte de Blois, de Châteaudun et de Chartres et sénéchal de France ;
- Isabelle, qui épouse Roger III d'Apulie puis Guillaume Goët de Montmirail ;
- Étienne, comte de Sancerre ;
- Guillaume aux Blanches Mains, évêque de Chartres, archevêque de Sens puis archevêque de Reims, cardinal et légat pontifical ;
- Mathilde, qui épouse Rotrou IV, comte du Perche ;
- Agnès, qui épouse Renaud II, comte de Bar ;
- Adèle, qui épouse Louis VII, roi de France, mère de Philippe-Auguste ;
- Marguerite, religieuse à l'abbaye de Fontevraud.

Henri a également au moins deux demi-frères, enfants illégitimes de Thibaut IV de Blois :
- Hugues de Montfélix et de Vanault, bâtard né en 1108 d'une châtelaine de Possesse et fondateur de la deuxième Maison des seigneurs de Pierrepont, devenue ensuite la troisième ou quatrième Maison des comtes de Roucy[8] ;
- Hugues de Blois, moine à l'abbaye de Tiron, abbé de St Benet's, Holme puis de Chertsey (fonction accordée par son oncle Étienne de Blois, roi d'Angleterre) puis abbé de Saint-Pierre de Lagny, lieu d'inhumation de son père Thibaut IV de Blois[7].